# 陈光浩
陈光浩（1971年4月—），男，江苏启东人，中华人民共和国政治人物。中国共产党党员。北京大学中文系毕业，大学学历。

## 生平
历任共青团中央学校部干事、副处长、处长、副部长，北京市顺义区副区长，共青团中央青年志愿者工作部部长、学校部部长等职。2011年9月，被增补为共青团中央常委。
2014年1月，任中共南充市委副书记。2016年6月，任四川省投资促进局局长，兼四川省重大引进项目协调推进领导小组办公室主任。2018年10月，任四川省经济合作局局长；
2021年7月，任乐山市人民政府市长；
2024年12月，转任四川省文化和旅游厅党组书记、省委宣传部副部长（兼）。